# Палец (село)
Па́лец — село в городском округе Перевозский Нижегородской области. Поселение насчитывает 283 (2010) жителя.
Название дано в честь реки Палец, притока Сундовика.

## Общая физико-географическая характеристика
Географическое положение
По автомобильным дорогам расстояние до областного центра города Нижнего Новгорода составляет 90 км, до административного центра города Перевоз — 25 км.
Часовой пояс
Палец, как и вся Нижегородская область, находится в часовой зоне МСК (московское время). Смещение применяемого времени относительно UTC составляет +3:00.

## История
Основано в XV веке, первоначально называлось Левонтьевой (Левонтьево).
В начале XVII века царь Михаил Фёдорович Романов подарил село князю Борису Михайловичу Лыкову. После смерти Лыкова поместье было отписано царю, который подарил его князю Семёну Андреевичу Урусову. Его сын, Фёдор Семёнович, в 1680 году построил в селе каменную церковь в честь Одигитрии Страстной иконы Божией Матери. В «Адрес-календаре Нижегородской епархии за 1888 год» об этой иконе приводятся следующее сведения:

По повелению Божией Матери жительнице села Палец некоей Екатерине, эта икона была написана нижегородским иконописцем в 1641 году и исцелила Екатерину от болезни. От этой иконы получили исцеление и другие люди, о ней узнал царь Алексей Михайлович. В том же 1641 году икона по его повелению была доставлена в Москву, где была торжественно встречена, с неё списали копию, построили в честь неё церковь и возвратили в Палец. В 1654 году на месте встречи иконы был основан московский Страстной монастырь.— Адрес-календарь Нижегородской епархии Русской православной церкви за 1888 г.
В конце XVIII — начале XIX веков поместье принадлежало генералу Нарышкину, а последним хозяином села Палец была семья генерала Дымова.
В 1780 году — село Палец Нижегородского уезда Нижегородской губернии
До 31 мая 2017 года выступало административным центром Палецкого сельсовета.

## Население
| 2002 | 2010 |
| ---- | ---- |
| 298  | ↘283 |

Национальный состав
Согласно результатам переписи 2002 года, в национальной структуре населения русские составляли 91 % из 298 человек.

## Известные уроженцы
- И. И. Шиянов
- А. Н. Наумов